# Discoverer–11
A Discoverer–11 (1960 DEL) amerikai felderítő műhold.

## Küldetés
Corona egy amerikai felderítő műhold-rendszer volt, amelyet a légierő (USAF) segítségével a CIA tudományos és technológiai igazgatósága üzemeltetett. A korai Corona kilövéseket a Discoverer–űrprogram mögé rejtették. Részben tudományos-technikai kísérletekre, illetve felderítési célokra alkalmazták.
A program célja, hogy a felderítési adatokat, képeket egy visszatérésre alkalmas kapszula hordozza. Elsősorban a Szovjetunió, valamit Kína területeiről gyűjtött – katonai és polgári – adatokat visszajuttatva lehetőséget adjon a támadó eszközök elhelyezéséről, mozgásáról, a kódolt kapcsolattartásról, a várható veszélyeztetésről, lehetővé téve a szükségszerű ellenintézkedéseket. A műholdrendszerrel igyekeztek kiváltani az U–2 kémrepülőgépeket.

## Jellemzői
1960. április 15-én a légierő Vandenbergben lévő indítóállomásáról egy Thor-Agena A hordozórakétával indították Föld körüli pályára. Orbitális magasságban a hordozóeszköz utolsó fokozatát pneumatikus nitrogénsugarak (hideg-gázrakéták) segítségével fordították meg, illetve állították a tervezett pályára. A műholdat beépítették az utolsó fokozatba. A műhold alakja kúp, amelyhez a rakétafokozat hengere kapcsolódik. Horizontérzékelő berendezése segítségével stabilizálták hossztengelye mentén.  Az energiát nikkel-kadmium akkumulátorok biztosították. A mérési adatokat két, különböző frekvencián működő rádióadó továbbította a földi vevőállomásokra. A műhold pályája 92,2 perces, 80,1 fok hajlásszögű (sarki pálya), elliptikus pálya perigeuma 170 kilométer, az apogeuma 589 kilométer volt. Az utolsó rakétafokozat 1,5 méter átmérőjű, 5,85 méter hosszú, tömege 3850 kilogramm. A műszeregység tömege 790 kilogramm, a visszatérő kapszula 140 kilogramm, 84 centiméter átmérőjű és 69  centiméter magas volt.
A fő egység földi parancsra nem tudta kilőni a speciálisan kiképzett kapszulát, így a felderítési adatok nem voltak értékelhetőek. A fő egység, aktív szolgálatát befejezve 1960. április 26-án a Föld légkörében elégett.

## Külső hivatkozások
- Discoverer–11. nasa.gov. (Hozzáférés: 2012. november 23.)

| Elődje: Discoverer–9 | Discoverer műholdak 1959–1962 | Utódja: Discoverer–12 |